# Giacomo Beltrami (Forschungsreisender)

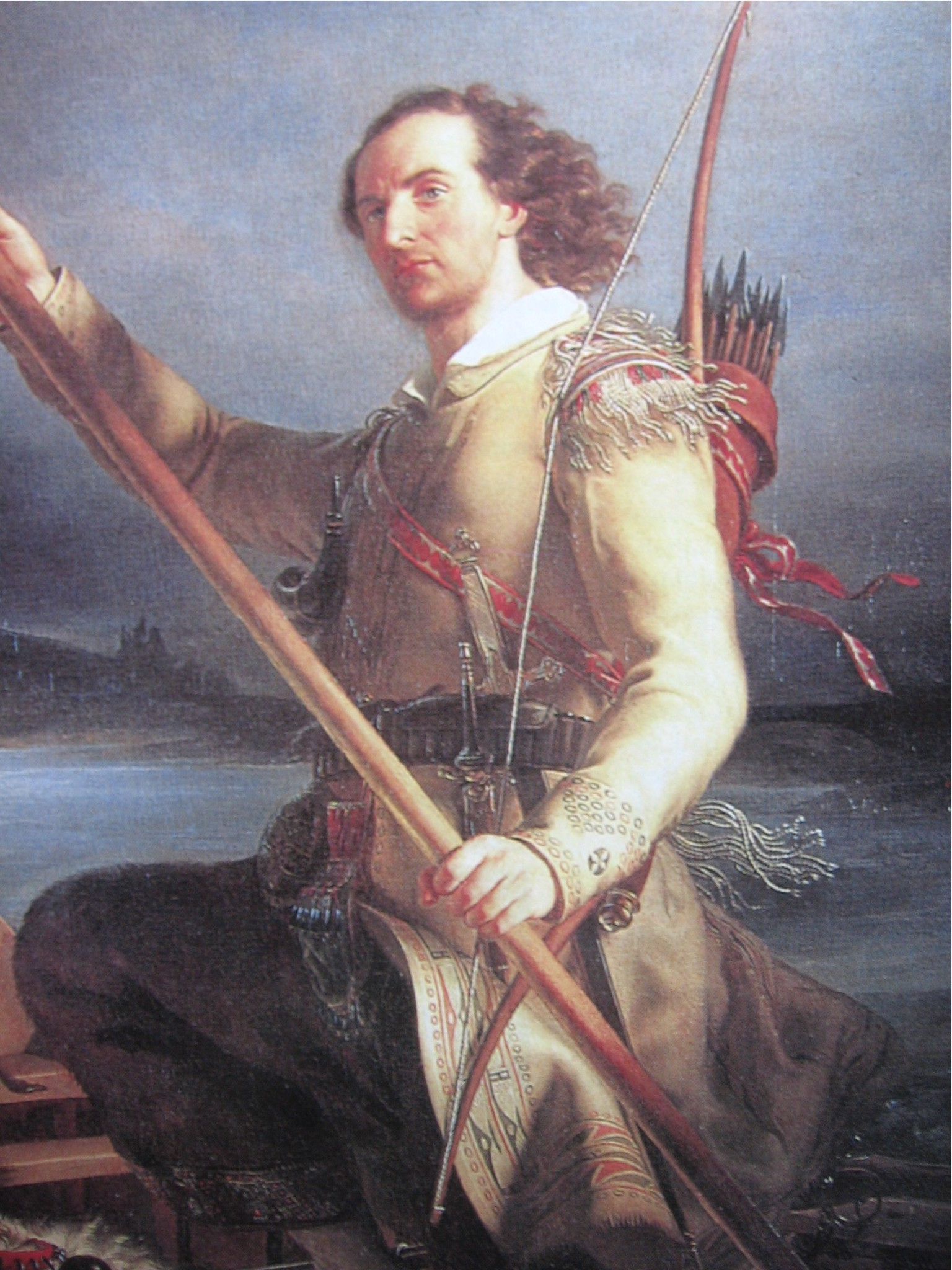
Giacomo Beltrami (Gemälde von Enrico Scuri)

Giacomo Costantino Beltrami (* 1779 in Bergamo; † 6. Januar 1855 in Filottrano) war ein italienischer Aristokrat, Richter, Freimaurer, Schriftsteller und ein Anhänger Napoleons. Er wurde durch seine Expedition von 1823 durch die nördlichen Indianergebiete des heutigen Minnesotas bekannt, bei der er für sich beanspruchte, die Quelle des Mississippi Rivers entdeckt zu haben.

## Frühes Leben

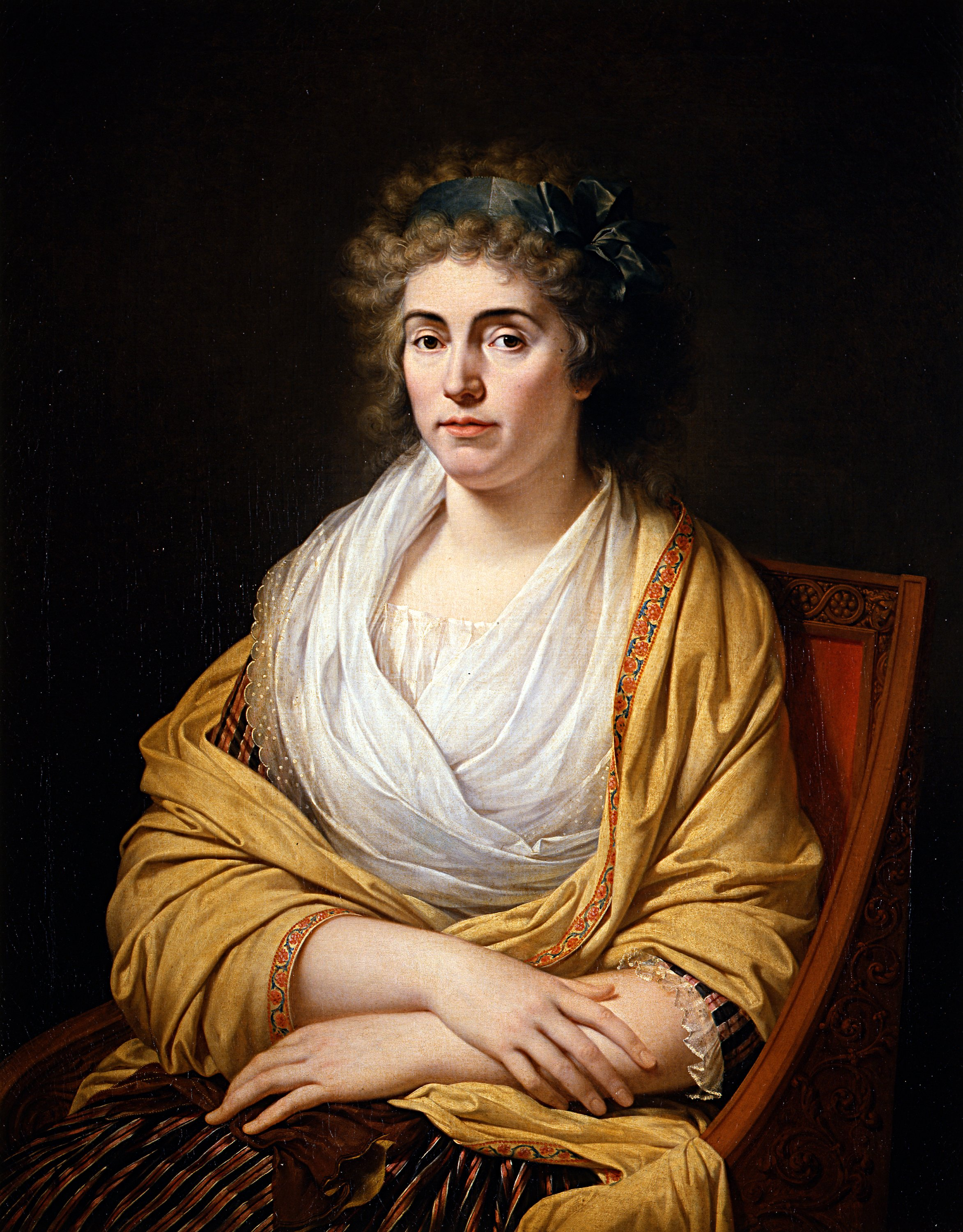
Prinzessin Luise Maximiliane zu Stolberg-Gedern

Beltrami kam 1779 als 16. von 17 Kindern seiner Eltern in Bergamo zur Welt. Seine relativ wohlhabende Familie – sein Vater war Zollbeamter im Dienste der Republik Venedig – ermöglichte ihm eine gute Schulbildung und ein Studium der Rechtswissenschaften. Schon in jungen Jahren begeisterte er sich für die Ideale der französischen Revolution und stellte sich 1797 in die Dienste der Armee der Cisalpinischen Republik, die unter der Herrschaft Napoleons stand, der seit 1805 in Personalunion der Kaiser der Franzosen und König Italiens war. Er fand schon bald seinen Weg in die napoleonische Regierung, wo er schnell in der politischen Hierarchie aufstieg. So wurde er 1805 in Parma zum Justizminister des Departaments del Taro ernannt, 1806 zum Vizeinspektor der napoleonischen Armee in Italien und 1809 zum Gerichtsleiter des Departaments Musone in Macerata. 1808 schloss er sich einer Freimaurerloge des Grande Oriente d’Italia an. Beltrami verkehrte in den gehobenen Kreisen von Florenz, wo er unter anderem die deutschstämmige Prinzessin Luise zu Stolberg-Gedern kennenlernte und sich mit ihr befreundete. Sie war die Witwe des als „Bonnie Prince Charlie“ bekannten jakobitischen Thronprätendenten Charles Edward Stuart. Im gleichen Jahr machte Beltrami auch mit der verheirateten Florentiner Gräfin Giulia Spada dei Medici Bekanntschaft, die dem berühmten Florentiner Adelsgeschlecht der de Medici entstammte und mit der er vermutlich eine Liebesbeziehung einging, die nach Beltramis Aussagen jedoch von rein platonischer Natur war.
Nach dem Sturz Napoleons und der Wiederherstellung der alten Ordnung in Italien wurde Beltrami als Anhänger der Ideale der französischen Revolution unter der Anschuldigung der Konspiration verhaftet und stand nach seiner Freilassung unter ständiger Beobachtung der Behörden. Als die von ihm so verehrte Giulia Spada dei Medici 1820 im Alter von nur 39 Jahren verstarb, beschloss er, Italien zu verlassen. In der Folge besuchte er verschiedene europäische Städte und kam 1822 nach Liverpool in England. Von dort bestieg er ein Schiff nach Amerika und kam nach einer zweimonatigen Schiffsreise vermutlich im Dezember 1822 in Philadelphia an.

## Reise durch die Vereinigten Staaten von Amerika

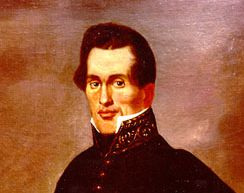
Major Lawrence Taliaferro

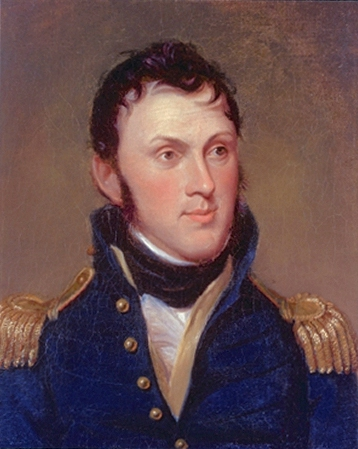
Stephen H. Long

In Amerika besuchte er verschiedene Städte der amerikanischen Ostküste und machte in Washington, D.C. mit dem amtierenden Präsidenten James Monroe Bekanntschaft, den er im Weißen Haus traf. Monroe war wie Beltrami Freimaurer und Beltrami war von dessen bescheidenem Auftreten sichtlich beeindruckt. Schließlich setzte er seine Reise auf dem Ohio River fort mit der Absicht, bis zum Mississippi und dann weiter bis nach New Orleans zu reisen. An Bord des Schiffes befreundete er sich mit dem Indianeragenten Major Lawrence Taliaferro, der flussaufwärts den Mississippi entlang reisen wollte. Beltrami wurde schnell von der Idee besessen, die bis dahin unbekannte Quelle des Mississippi zu entdecken. Im Laufe des Jahres 1823 schloss er sich deshalb dem Geographen Stephen Harriman Long an, der nach Fort St. Anthony reiste. Long und Taliaferro hatten den Auftrag, das noch weitestgehend unbekannte Land zu kartographieren und mit den lokalen Indianerstämmen Kontakt aufnehmen. Im Juli 1823, drei Monate nach Beginn ihrer Reise, kam es jedoch zum Streit zwischen Beltrami und Long und weiteren Teilnehmern der Expedition.
Beltrami verließ im August 1823 die Expedition bei Pembina Valley und reiste mit einer Gruppe von Ojibwe-Indianern weiter, um die Quelle des Mississippi auf eigene Faust zu entdecken. Nach einigen Tagen setzten sich die Indianer von Beltrami ab, der dadurch unverhofft inmitten der Wildnis auf sich selbst gestellt war. Zu seinem Glück traf er in der Folge auf eine Gruppe von Sioux-Indianern, die mit den Ojibwe verfeindet waren, und schloss sich ihnen an. Die nächsten Monate verbrachte er bei den Sioux und studierte deren Kultur und Sprache. Nach seiner Rückkehr publizierte Beltrami das bis dahin erste Wörterbuch, das die Sprache der Sioux ins Englische übersetzte und das heute noch verwendet wird. Beltrami sammelte während seines Aufenthalts bei den Sioux außerdem über hundert verschiedene Artefakte von lokalen Indianerstämmen, die sich heute im Museo Civico di Scienze Naturali in Bergamo befinden. Teil dieser Sammlung von Beltrami ist auch eine Flöte, die als älteste noch existierende indianische Flöte gilt.

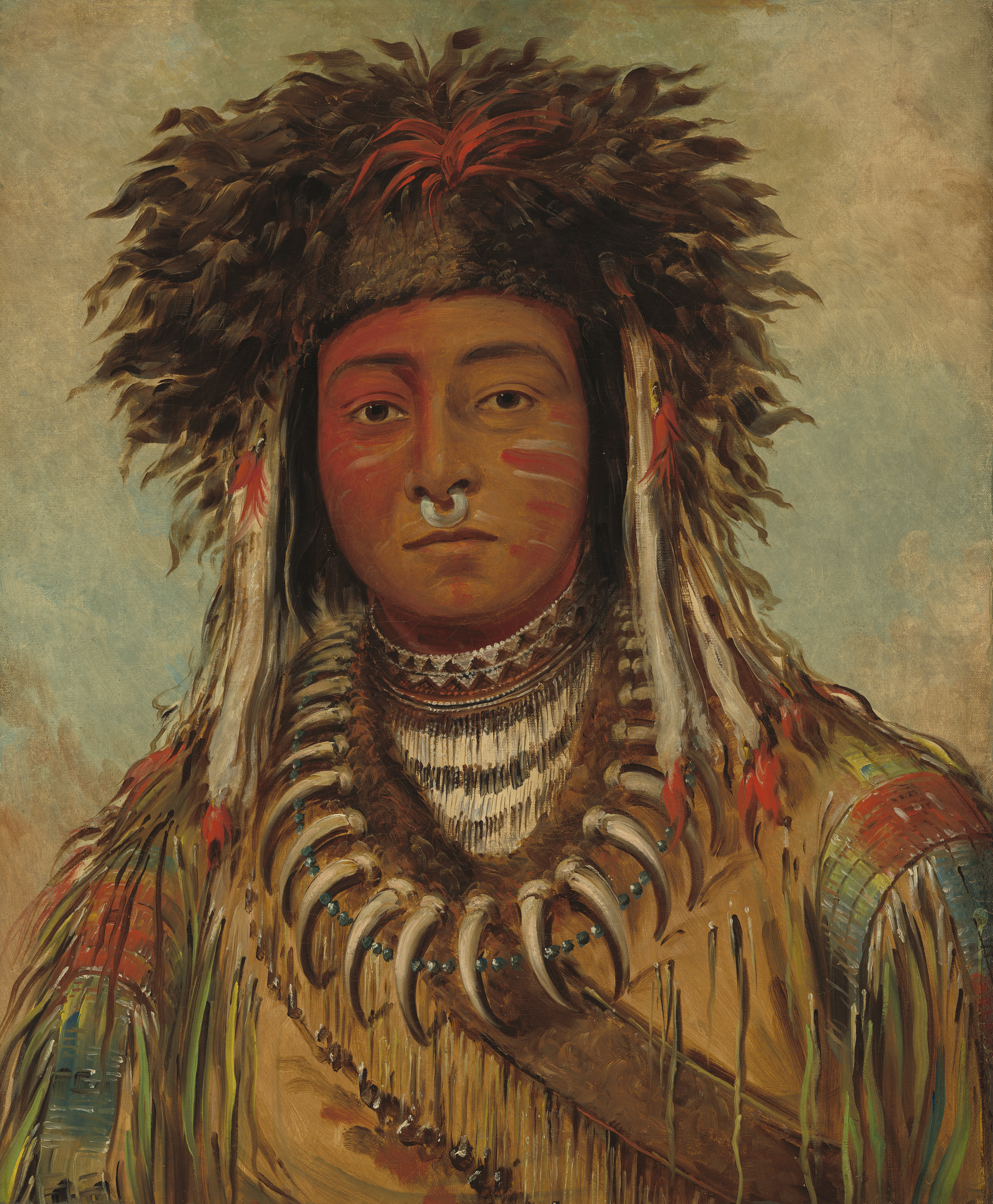
Ein Ojibwe Indianer, Gemälde von George Catlin 1835

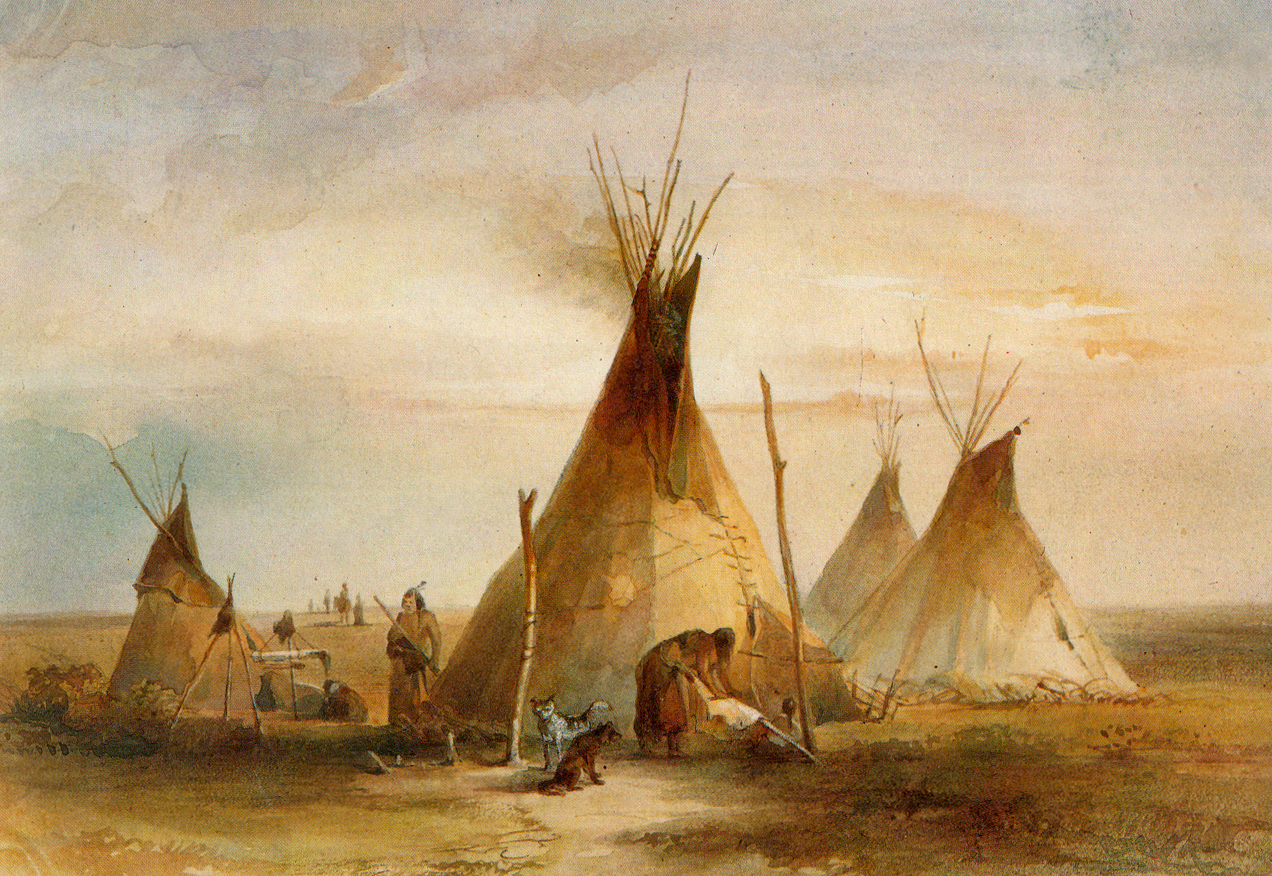
Sioux-Tipis, Gemälde von Karl Bodmer 1833

Am 28. August 1823 stieß Beltrami auf einen See, den er für die Quelle des Mississippi hielt und den er nach seiner verstorbenen Liebe Lake Giulia nannte. Außerdem taufte er noch eine weitere Anzahl Seen in der Umgebung nach seinen Freunden. Schließlich kehrte er nach Fort St. Anthony zurück und reiste von dort aus nach New Orleans, wo er im Dezember 1823 ankam. Dort schrieb er ein Buch über seine Abenteuer auf der Suche nach der Quelle des Mississippi, das er nach einigen Monaten in französischer Sprache unter dem Titel Le découverte des sources du Mississippi publizierte. Das Buch verkaufte sich jedoch schlecht und seine Entdeckung wurde von vielen angezweifelt oder sogar belächelt.
Tatsächlich bestimmte Henry Rowe Schoolcraft bei seiner Expedition von 1832 den Lake Itasca als wahre Quelle des Mississippis. Beltrami hingegen ging bei seiner Expedition von 1823 fälschlicherweise noch von der damals verbreiteten Annahme aus, dass der nördlichste Punkt eines Flusses, im Falle des Mississippi River war dies der Lake Julia, dessen Quelle sei. Auch wenn er sich bei der Entdeckung der Quelle des Mississippis geirrt hatte, hat Beltrami durch seine tiefgreifenden Studien und Schriften über die indianische Kultur und deren Sprache einen bis heute wichtigen Beitrag zum Verständnis der Kultur der indianischen Ureinwohner geleistet.
1824 begab sich Beltrami von New Orleans aus auf eine Reise durch Mexiko, wo er verschiedene, unbekannte Pflanzen katalogisierte, sich mit der Kultur und Sprache der Azteken beschäftigte und das politische System Mexikos studierte. Ein Jahr später kehrte er nach New Orleans zurück, reiste jedoch schon bald wieder ab und begab sich nach Philadelphia, wo sich sein Buch ebenfalls nur schlecht verkaufte. Enttäuscht reiste er nach New York weiter, wo er an den Feierlichkeiten zur Eröffnung des Eriekanals teilnahm.

## Rückkehr nach Europa
Nach einem Aufenthalt auf Haiti, Santo Domingo und anderen Inseln kehrte Beltrami nach Europa zurück und kam 1826 in London an. Zwei Jahre später reiste er weiter nach Paris, wo er sich im Laufe des Jahres 1830 verschiedenen wissenschaftlichen Gesellschaften anschloss und einen freundschaftlichen Kontakt zu Marie-Joseph Motier, Marquis de La Fayette und dem Schriftsteller François-René de Chateaubriand pflegte.
1834 zog Beltrami nach Heidelberg, wo er sich mit dem berühmten Juristen Carl Joseph Anton Mittermaier befreundete. Einige Jahre später kehrte er nach Italien zurück, wo er sich auf sein Landgut in Filottrano zurückzog. Er versuchte erneut, sein Buch in Italien zu publizieren, was jedoch von der kirchenfreundlichen Regierung verhindert wurde. Die römisch-katholische Glaubenskongregation setzte per Dekret 1839 Beltramis im Jahr 1834 in Paris erschienenes Werk L’Italie et l’Europe auf den Index. Die nächsten Jahre lebte er daraufhin zurückgezogen das Leben eines Franziskaners und nannte sich fortan nur noch „Bruder Giacomo“. Die letzten Jahre seines Lebens verbrachte er überwiegend im Hause seines Landgutes und dessen Garten, wo er 1855 verstarb.

## Der letzte Mohikaner
Zwei Jahre nach der 1824 in New Orleans erfolgten Veröffentlichung des Buches von Giacomo Beltrami veröffentlichte 1826 der amerikanische Autor James Fenimore Cooper seinen berühmten Roman Der letzte Mohikaner. Da in Coopers Roman die Beschreibungen der Indianer, ihrer Charaktere, ihres Auftretens und ihrer Bräuche mit denen in Beltramis zwei Jahre zuvor veröffentlichtem Buch Le découverte des sources du Mississippi praktisch identisch wären, bezichtigte Beltrami Cooper des Plagiats.

## Würdigung
1866 wurde im Bundesstaat Minnesota zu Ehren des italienischen Entdeckers ein County mit dem Namen Beltrami County versehen. Im Nationalarchiv der Vereinigten Staaten in Washington befinden sich zwei Briefe, die Thomas Jefferson, einer der Gründerväter der Vereinigten Staaten, an Giacomo Beltrami geschrieben hat.

## Titel und Ehrungen
- Ispettore dei Magazzini della Commissione (Turin, 1801)
- Sotto-Ispettore degli Equipaggi (Parma, 1805)
- Cancelliere di Giustizia nel Dipartamento del Taro (Parma, 1805)
- Vice-Ispettore delle Armate (1806)
- Giudice della Corte del Dipartamento del Musone (Macerata, 1809)
- Medaglia d’Onore di Napoli (1815)

## Mitgliedschaften
- Accademia dei Catenati di Macerata (1821, Akademiename: Alcandro Grineo)
- Societas Medico-Botanica Londinensis (1828)
- Société Géographie di Paris (1829)
- Ateneo di Bergamo (1832)
- Société géologique de France (1832)
- Société Universelle de Civilization (1833)
- Société dell’Institut Historique de France (1834)

## Veröffentlichte Werke von Giacomo Beltrami
- Deux Mots sur les promenades de Paris a Liverpool etc. (1823)
- The Sioux vocabulary (1823)
- Le découverte des sources du Mississippi (1824)
- A Pilgrimage in Europe and America (1828) – Englishe Übersetzung der ersten beiden Bücher plus Bonusmaterial
- Le Mexique (1830)
- L’Italie et L'Europe (1834)
- L’Italia ossia scoperte (1834)